# Surachai Danwattananusorn

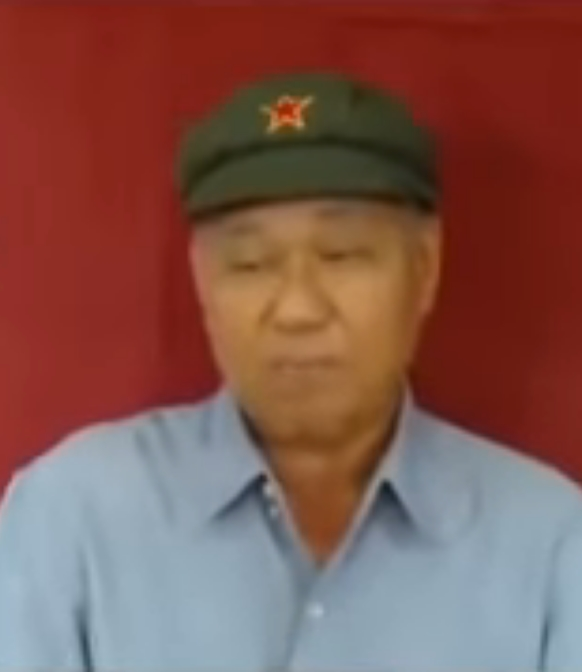
Surachai Danwattananusorn, 2014

Surachai Danwattananusorn (thailändisch: สุรชัย ด่านวัฒนานุสรณ์; auch bekannt als Surachai Sae Dan, สุรชัย แซ่ด่าน; * 24. Dezember 1942 im Amphoe Pak Phanang, Provinz Nakhon Si Thammarat; verschwunden im Dezember 2018 in Vientiane, Laos) war ein thailändischer politischer Aktivist. Er war ein Anführer der linken Splittergruppe „Red-Siam“ in der als „Rothemden“ bekannten United Front for Democracy Against Dictatorship (UDD).

## Leben
In den 1970er-Jahren war Surachai Mitglied der linken Studentenbewegung. Nach dem Massaker an der Thammasat-Universität am 6. Oktober 1976 schloss er sich der verbotenen Kommunistischen Partei Thailands (KPT) an, die von Lagern im Dschungel aus gewaltsam gegen die Militärregierung kämpfte. Nach Überzeugung der Justiz beging er einen Sprengstoffanschlag auf einen Gouverneurssitz und wurde deswegen auch inhaftiert.
Später trat er der Thai-Rak-Thai-Partei (TRT) des Ministerpräsidenten Thaksin Shinawatra bei, übernahm aber kein politisches Amt oder Mandat auf nationaler Ebene. Nach Thaksins Sturz durch einen Militärputsch im September 2006 und der Auflösung der TRT durch das Verfassungsgericht schloss er sich der Partei der Volksmacht und der United Front for Democracy Against Dictatorship (UDD), der sogenannten Bewegung der „Rothemden“ an, die Thaksins Machtverlust rückgängig machen und die von ihr empfundene Herrschaft einer aristokratisch-bürokratischen Elite (ammat) beenden will. 
Innerhalb der heterogenen „Rothemden“-Bewegung gründete er zusammen mit dem vormaligen TRT-Abgeordneten und Minister Jakrapob Penkair die Gruppe Daeng Sayam („Red Siam“ oder „Rotes Siam“), die als links und kompromisslos gilt. Im August 2009 kam es zu einem Richtungsstreit zwischen „Red Siam“ und der offiziellen Führung der UDD. Diese warf Surachai vor, wieder einen bewaffneten Kampf im Stile der KPT anzustreben, während sie eine vorsichtige und verfassungstreue Strategie verfolgte. Seine Gruppe wurde aus dem „Rothemden“-Dachverband ausgeschlossen.
Am 28. Februar 2012 wurde er wegen Majestätsbeleidigung zu siebeneinhalb Jahren Haft verurteilt. Die Richter halbierten das zunächst angesetzte Höchstmaß von 15 Jahren, weil sich Surachai schuldig bekannte. Human Rights Watch (HRW) kritisierte die thailändische Justiz anlässlich des Falles, dass Aktivisten der UDD strenger als Aktivisten der als „Gelbhemden“ bekannten Gegenbewegung People’s Alliance for Democracy (PAD) behandelt wurden. Am 4. Oktober 2013 wurde Surachai aus der Haft entlassen, nachdem König Bhumibol Adulyadej seinem Gnadengesuch stattgegeben hatte.
Nach dem erneuten Militärputsch im Mai 2014 ging Surachai ins Exil im Nachbarland Laos. Dort produzierte er Internetradio-Beiträge, die die Militärjunta und die thailändische Monarchie kritisierten. Um den 12. oder 13. Dezember 2018 verschwanden Surachai und seine Mitarbeiter Chatchai Bubphawan („Phu Chana“) und Kraidej Luelert („Kasalong“) aus seinem Haus in Vientiane. Am 26., 27. und 29. Dezember wurden drei verstümmelte und ausgeweidete Leichen auf der thailändischen Seite des Mekong (Bezirke Tha Uthen, Mueang Nakhon Phanom und That Phanom der Provinz Nakhon Phanom) an Land gespült. Zwei der Leichen wurden mit DNA-Tests als Chatchai und Kraidej identifiziert. Die dritte Leiche verschwand jedoch wieder. Surachais Frau geht davon aus, dass es sich dabei um ihren Mann gehandelt hat. Sie macht die thailändische Militärjunta für seinen Tod verantwortlich. 2016 und 2017 waren bereits zwei weitere monarchiekritische „Rothemden“ in Laos verschwunden.